# ماشین‌ابزار
ماشین‌ابزار یا ماشین‌افزار نامی کلی است برای اشاره به دستگاه‌های ویژه کارهای مختلف صنعتی. در رشتهٔ تحصیلی ماشین ابزار روند ساخت و تولید قطعات کوچک تا قطعات بسیار بزرگ در آن توضیح داده می‌شود بیشتر بحث ماشین ابزار در بارهٔ تولید و ساخت قطعات با براده و بدون براده است، یک متخصص ماشین ابزار می‌تواند با دانش و فن خود یک قطعه را با توجه به جنس قطعه، شکل، خاصیت و مقدار هزینه آن قطعه را بسازد.

## ساختمان ماشین ابزار
قطعه‌های اصلی ماشین ابزار عبارتند از:
- محورهای اصلی ماشین و چرخدنده‌ها
- کوپلینگ‌ها و انتقال دهنده‌های قدرت
- منبع قدرت
- جعبه دنده
- بدنه و پایه ماشین

## دستگاه‌های ماشین‌ابزار
- دستگاه تراش
- دستگاه فرز
- دستگاه سنگ‌زنی
- دریل
- سی‌ان‌سی
- دستگاه هاب
- صفحه تراش
- کپی تراش
- سری تراش
- فرز پانتوگراف
- بورینگ
- هونینگ
- لپینگ
- دستگاه اسپارک
- دستگاه وایرکات
- دستگاه خانکشی
- دستگاه کله‌زنی
- ماشین سنتر